# 苗尾傈僳族乡
苗尾傈僳族乡，原称表村傈僳族乡，是中华人民共和国云南省大理白族自治州云龙县下辖的一个民族乡。
2010年9月8日，云南省人民政府批复同意将诺邓镇天灯村和旧州镇水井村、丹梯村划归表村傈僳族乡管辖，并将表村傈僳族乡政府驻地由庙江坝迁移至苗尾，更名为苗尾傈僳族乡。

## 行政区划
苗尾傈僳族乡下辖以下村级行政区划单位：
苗尾村、水井村、表村、茂盛村、科立村、松坪村、早阳村和天登村。

## 中国传统村落
2013年8月，表村、松坪村被评为第二批中国传统村落。